# Bonaire
Bonaire (in papiamento Boneiru) è un'isola nel mar dei Caraibi che amministrativamente costituisce una municipalità speciale del Regno dei Paesi Bassi.
Vasta 288 km², è la seconda più estesa isola dei Caraibi olandesi dopo Curaçao.
Insieme a Sint Eustatius e Saba fa parte dei Paesi Bassi caraibici (noti anche come isole BES, dalle loro iniziali).
Gli unici due centri abitati sono il capoluogo Kralendijk e Rincon. Insieme ad Aruba e Curaçao costituisce inoltre l'arcipelago delle isole ABC, raggruppamento che, al contrario delle BES, non corrisponde ad un'entità politica.

## Geografia fisica
La parte settentrionale dell'isola è prevalentemente collinosa; la cima maggiore è il monte Brandaris (240 m). La parte meridionale è invece pianeggiante.
Nell'entroterra si trovano numerosi laghi di acqua salata, tra cui il Lago Goto, popolato da una colonia di circa ventimila fenicotteri.
Nel 1969 fu creato il Parque Nacional: esteso 48 km², ospita più di 195 specie di uccelli.
A ovest di Bonaire si trova la piccola isola di Klein Bonaire, piatta con un livello costante di pochi metri sopra il livello delle alte maree, ricca di spiagge e grotte è rifugio di una colonia di tartarughe, con scogliere dove crescono numerosi coralli. L'isola è in pratica disabitata ed è obiettivo di escursioni di subacquei.

## Storia
Bonaire fu raggiunta ed occupata nel 1499 da una spedizione spagnola guidata da Alonso de Ojeda.
L'isola era abitata da indios caiquetio e arauachi che, stando a quanto riportato dagli esploratori europei, vivevano in misere abitazioni di mattoni di fango, in condizioni di estrema arretratezza. I locali aruachi chiamavano Bonaire Bojtay, cioè "terre basse".
Gli indios vennero ridotti in schiavitù e deportati nell'isola di Hispaniola (l'odierna Santo Domingo), per esservi impiegati nel lavoro delle miniere.
Gli olandesi presero poi possesso dell'isola acquistandola dai portoghesi nel 1636, per utilizzarla nella loro guerra di corsa contro gli spagnoli.
Nel 1639 la Compagnia Olandese delle Indie Occidentali diede inizio alla produzione di sale, ancora oggi una delle principali attività economiche di Bonaire.
A partire dal 1800 l'isola fu più volte occupata dai pirati francesi e inglesi, con gli olandesi che riuscirono a riprenderne possesso solo nel 1816.
Le Antille Olandesi divennero poi una regione autonoma del Regno dei Paesi Bassi nel 1954.

## Società

### Evoluzione demografica
La popolazione dell'isola (circa 18 000 abitanti) è composta prevalentemente da mulatti, discendenti dei colonizzatori bianchi e dei loro schiavi africani.
È anche presente una piccola minoranza di stirpe europea (soprattutto olandesi).
Alcuni abitanti dell'isola, come emerge dai loro lineamenti, discendono in parte dagli indios.

### Religione
La maggioranza della popolazione di Bonaire, il 72% circa, è di religione cattolica romana, delle altre religioni, il 4,9 è pentecostale, il 3,5 protestante, il 3,1% segue la Chiesa cristiana avventista del settimo giorno e il 2,9% la Chiesa Metodista.
Nell'isola è presente anche una piccola comunità ebraica (1,7%).

### Lingue e dialetti
Le lingue ufficiali a Bonaire sono il papiamento e l'olandese, sebbene vengano parlate anche altre lingue come lo spagnolo e l'inglese. Il papiamento è il più parlato ed è la madrelingua della maggioranza degli abitanti dell'isola; è una miscela di diverse lingue, tra cui il portoghese, lo spagnolo, l'inglese, il francese, l'olandese e varie lingue africane. L'olandese viene insegnato a scuola ed è usato dalle istituzioni, inoltre esistono diversi giornali in questa lingua.

## Economia
La moneta in uso è il Dollaro USA (USD).